# 死刑にいたる病
『死刑にいたる病』（しけいにいたるやまい）は、櫛木理宇による長編サスペンス小説。2015年7月刊行の『チェインドッグ』を改題の上、2017年10月19日にハヤカワ文庫JAにより文庫化された。

## ストーリー
東京の二流大学に通う筧井雅也は全てに消極的で根暗な男だった。教育者一家の一人息子でありながら有名大学の受験に失敗した雅也は、一家の恥と疎まれているのだ。勉強漬けだった中学生の頃、塾に行く途中のイートインのできるベーカリーで、優しい店主の榛村大和と会話したことが、雅也にとって唯一の温かい思い出だった。しかし、榛村は実は24人の高校生を残虐に殺し、死刑を言い渡された稀代の連続殺人鬼だった。
榛村から会いたいと手紙で請われ、拘置所に面会に行く雅也。榛村は罪は認めていたが、最後の1件だけは冤罪なので雅也に調べてほしいと依頼した。担当弁護士の事務所のバイトという待遇で裁判資料に目を通す雅也。高校生ばかり殺した榛村の犯行の中で、最後の根津かおるだけは26才と年齢が高く、遺体を隠さず放置した犯行状況も異なっていた。
調査を進めるうちに、榛村が子供時代に親から虐待を受け、支援する女性の養子となったこと。更には雅也自身の母親も同じ女性の養子であり、榛村と親しかったことが判明した。自分の本当の父親は榛村ではないかと疑う雅也。榛村も否定はしなかった。殺人鬼の息子だと思うと逆に自分に強さを感じて、因縁をつけてきた会社員を半殺しにし、中学時代の同級生で大学で再会した加納灯里(あかり)と交際を始める雅也。
榛村が根津かおるの事件で有罪になったのは、犯行時に近くで榛村を目撃した証人がいたためだった。目撃者の金山一輝は10才の頃から榛村の「友達」で、会社員となった今でも榛村に逆らえない精神的に不安定な男だった。根津かおるの殺害現場で雅也と出くわし、「僕が殺した」とつぶやく一輝。
榛村と面会して推理を語る雅也。榛村は子供の「遊び友達」となり、精神的に支配して、将来的に苦しめて殺す「獲物候補」としていた。逮捕が近いと察した時、榛村は候補の一人だった根津かおるを最後のターゲットに選び、不安定な一輝に殺人の片棒を担がせて罪の意識で苦しませ、雅也に冤罪事件の調査を依頼したのだ。二つ返事で榛村のために飛び回った自分も洗脳に染まっており、榛村を楽しませていたと知る雅也。そんな雅也に榛村は「父親ではない」と告げた。
榛村と決別して学生生活に戻る雅也。雅也の恋人となった加納灯里は、自分も榛村のベーカリーに通い、好きだった雅也へのアプローチの相談にも乗ってもらったと呟いた。

## 登場人物
榛村大和（はいむら やまと）
稀代の連続殺人鬼。24件の殺人容疑で逮捕され、そのうち9件で立件・起訴・死刑判決を受ける。かつてはパン屋を営んでいた。
筧井雅也（かけい まさや）
大学生。理想とはかけ離れた大学に通い、鬱屈した日々を送る中で榛村からの手紙を受け取る。

## 書誌情報
- 櫛木理宇『死刑にいたる病』、ハヤカワ文庫JA（早川書房）、2017年10月19日発売、ISBN 978-4-15-0313005（2015年7月刊行『チェインドッグ』を改題）

## 映画
2022年5月6日に公開。監督は白石和彌、主演は阿部サダヲと岡田健史（現：水上恒司）。PG12指定。
237館と公開範囲は中規模ながら、1週目の着席率はTOP10の中でもトップクラスの数字を記録し上位スタートなった。
週末興行収入ランキング6週連続トップ10入り。
6月22日時点で興行収入10億972万4660円を突破し、クロックワークス歴代興行収入ランキング5位を記録した
（クロックワークス単独配給としては歴代1位の記録）。
2022年公開の映画で興行収入が10億を超えた邦画実写作品の中では、唯一のインディペンデント配給邦画作品となった。

### キャスト
- 榛村大和：阿部サダヲ（少年期：田中仁人）
- 筧井雅也：岡田健史[3][4]（中学生時：吉浦慶一[5]）
- 金山一輝：岩田剛典[6][7]（幼少期：松藤史恩[8]）
- 加納灯里：宮﨑優[9]
- 筧井和夫：鈴木卓爾[9]
- 筧井衿子：中山美穂[6][7]（少女期：森悠華[10]）
- 根津かおる：佐藤玲[9]
- 佐村：赤ペン瀧川[9]
- クラタ：大下ヒロト[9]
- 地元の農夫：吉澤健[9]
- 滝内：音尾琢真[9]
- 赤ヤッケの女：岩井志麻子[9]
- 相馬：コージ・トクダ[9]
- 小松美咲：神岡実希[11]
- 久保井早苗：川島鈴遥[11]
- 宮下陸：大原由暉[11]
- 橋本：成河[12]
- 根津かおるの同僚：宗本汐理[13]
- 筧井家の親戚：不破万作[14]、五頭岳夫[15]
- 雅也が殺しかけた男：岩谷健司[16]
- 検察官：菟田高城[17]
- 裁判長：尾竹明宏[18]
- 傍聴人：阿曽山大噴火[19]
- 受付係（小菅拘置所）：和気龍太郎
- 刑務官：最上博貴、蒲生純一（渡辺）[20]
- クラタの仲間の学生たち：二村仁弥[21]、飛葉大樹[22]、水木梨乃[23]、倉沢しえり[24]
- 女子高生：杏花（ミツハ）[25]、内海誠子[26]
- 少女（少年時代の大和に襲われた）：松竹結愛[27]
- 金山兄弟の友人：吉田奏佑[28]
- テイ龍進[29]
- 市川洋
- 加藤正人[30]
- 草野速仁
- 山時聡真[11]
- 竹村浩翔[11]
- 清水らら[11]
- 梁軍[11]
- 濱佑太朗[11]
- 加藤剛[11]
- 掛裕登[11]
- 加賀義也[11]
- 西岡竜吾[11]
- 松島さや[11]
- 小倉優花[11]
- 峰平朔良[11]
- 木下美優[11]
- 丸岡恵[11]
- 建石姫来[11]
- 桒原百花[11]
- 千歳ゆず[11]
- 汐里実栞[11]
- 橋本乃依[11]
- 三原羽衣[11]

### スタッフ
- 原作：櫛木理宇『死刑にいたる病』（ハヤカワ文庫刊）
- 監督：白石和彌
- 脚本：高田亮[3][4]
- 音楽：大間々昂
- 製作：藤本款、小坂恵一、和田佳恵
- 企画・プロデューサー：深瀬和美
- プロデューサー：永井拓郎、堀慎太郎
- 撮影：池田直矢
- 美術：今村力、新田隆之
- 照明：舘野秀樹
- 録音：浦田和治
- 装飾：多田明日香
- 衣装：高橋さやか
- ヘアメイク：有路涼子
- 編集：加藤ひとみ
- VFXスーパーバイザー：朝倉怜
- 音響効果：柴崎憲治
- 撮影効果：実原康之
- 助監督：渡辺圭太
- 制作担当：篠宮隆浩
- 助成：文化庁文化芸術振興費補助金（映画創造活動支援事業）独立行政法人日本芸術文化振興会
- 配給：クロックワークス
- 制作プロダクション：RIKIプロジェクト
- 製作：映画「死刑にいたる病」製作委員会（クロックワークス、東北新社、テレビ東京）[3]

### 受賞歴
- 第46回日本アカデミー賞[31]
  - 優秀主演男優賞 - 阿部サダヲ